# はるかぜとともに
はるかぜとともには、吉本興業（大阪本社）所属の男女お笑いコンビ。2019年結成。NSC大阪校41期生。淀川区住みます芸人。

## メンバー
サジ（1995年10月26日 - ）（29歳）
主にツッコミ担当、立ち位置は向かって左。
本名、佐治 孝多郎（さじ こうたろう）
- 滋賀県湖南市出身。身長178cm。血液型A型。男性。
- 姉が2人いる。
- 特技はBeatmania IIDX。
- フワちゃんを尊敬している。
- 同期のキット草野と親友である。

やすお（1997年5月9日 - ）（28歳）
主にボケ担当、立ち位置は向かって右。
- 京都府京都市出身。身長165cm。血液型A型。女性。
- 兄と姉がいる。
- 特技は作り置き、絶対音感。
- 舞台上での衣装はサラダパンのtシャツである。滋賀県にあるつるやパン本社で購入した。
- 趣味はツーリング。2022年5月、同期のかねゆう（ショテイの位置）とあると（元オノマトペ）とともにやすおツーリングクラブを発足。
- 2024年1月15日に配信された翔チャンネル#27の1文字トーク王決定戦にて優勝。初代王者に輝く。

## 略歴
コンビ名はゲーム『星のカービィ』シリーズのシナリオである「はるかぜとともに」が由来となっている。
共にNSC大阪校41期生だがサジは違う同期芸人と組んでいた。解散後、元々サジが同期の女性芸人と組んでいたコンビにやすおが加入しトリオで活動していた。トリオを解散し、サジとやすおで「はるかぜとともに」を結成。
2023年9月14日、よしもと漫才劇場にて行われた翔チャレンジバトルで2位入賞となり、同年10月から劇場メンバーとなった。
2024年4月7日、第一回単独ライブ『ビビビビ！コズミックダンス！』を道頓堀ZAZA POCKET’Sで開催した。
2025年7月3日には自身ら初となるトークライブを日本橋Pollux Theaterにて開催した。

## 芸風
主に漫才で、コントも時折演じる。

## 出演

### テレビ
金曜オモロしが（びわ湖放送、2024年5月3日 - ） - 不定期出演

## 賞レース成績
| 年度             | 結果      | エントリー No. | 会場                   | 日時     |
| ---------------- | --------- | -------------- | ---------------------- | -------- |
| 2019年（第15回） | 2回戦進出 | 641            | 朝日生命ホール         | 10月9日  |
| 2020年（第16回） | 1回戦敗退 | 2287           | 朝日生命ホール         | 8月25日  |
| 2021年（第17回） | 2回戦進出 | 509            | 森ノ宮よしもと漫才劇場 | 10月8日  |
| 2022年（第18回） | 2回戦進出 | 49             | 森ノ宮よしもと漫才劇場 | 10月11日 |
| 2023年（第19回） | 3回戦進出 | 299            | よしもと祇園花月       | 10月29日 |
| 2024年（第20回） | 3回戦進出 | 503            | よしもと祇園花月       | 10月27日 |

| 年度   | 結果      | 会場             | 日時    |
| ------ | --------- | ---------------- | ------- |
| 2021年 | 1回戦敗退 | 朝日生命ホール   | 7月14日 |
| 2022年 | 1回戦敗退 | 朝日生命ホール   | 7月1日  |
| 2023年 | 2回戦進出 | タワーホール船堀 | 8月2日  |